# Centerfold

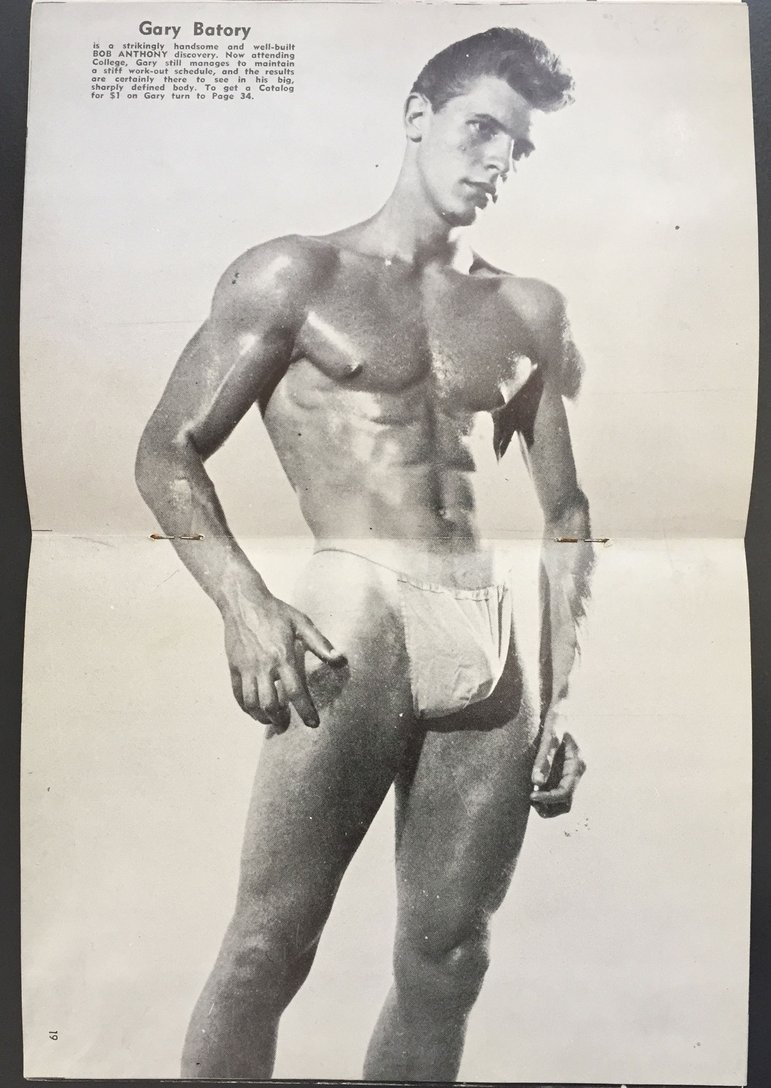
Un plec central difós d'un número de 1962 de la revista beefcake Champ, que mostra un model masculí posanat. En aquest exemple, el lector hauria de obrir la revista per veure la foto correctament.

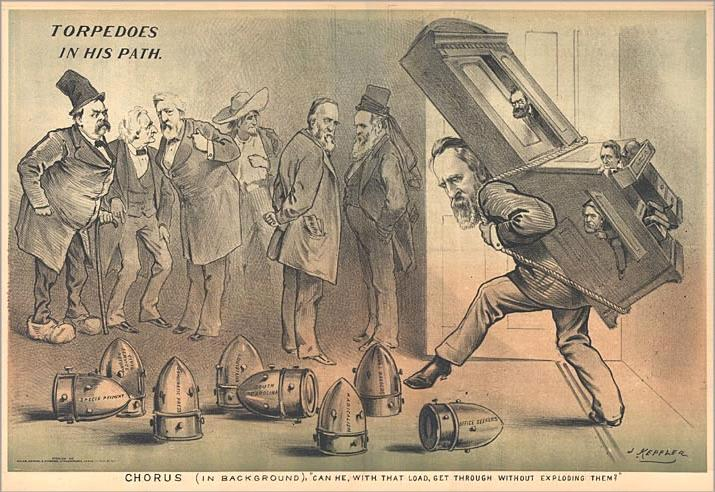
"Torpedes al seu camí: pot ell, amb aquesta càrrega, passar sense explotar-los?"
El president Rutherford B. Hayes porta un gabinet a l'esquena, que conté el vicepresident William Wheeler, el secretari del Tresor John Sherman i el secretari de l'Interior Carl Schurz. Al fons hi ha James G. Blaine, John Logan, Abram Hewitt i altres. Publicat a Puck Magazine: Centerfold; Vol. 1 núm. 1, 14 de març de 1877

El centerfold o centrefold (traduïble com a plec central) d'una revista es refereix a una coberta desplegable central, normalment un retrat com un pin-up o un nu, inserit al mig de la publicació, o al model que apareix al retrat. A les revistes enquadernades (en contraposició a les que són perfectes), el plec central no té cap espai en blanc tallant la imatge.
El terme va ser encunyat per Hugh Hefner, fundador de la revista Playboy. L'èxit del primer número de 1953 de Playboy s'ha atribuït en gran part al seu plec central: un nu de Marilyn Monroe. L'arribada dels plecs centrals mensuals va donar a la pin-up una nova respectabilitat i va ajudar a sanejar la noció de "ser sexy". Presentar-se com a pàgina central podria donar lloc a papers de pel·lícules per a models, i encara ho fa de tant en tant avui dia.
Al principi, Hefner va exigir que els plecs centrals de Playboy es retratessin d'una manera molt específica, i va dir als fotògrafs en una nota de 1956 que "la model havia d'estar en un entorn natural i dedicar-se a alguna activitat" com llegir, escriure, barrejar una copa". ...[i]... hauria de tenir un "aspecte saludable, intel·ligent i estatunidenc: una dona jove que sembla que podria ser una secretària molt eficient o una estudiant de grau al Vassar.'" Hefner va dir més tard que el plec central ideal és aquell en què "se suggereix una situació, la presència d'algú que no és a la imatge"; l'objectiu era transformar "un pin-up recte en un interludi íntim, quelcom personal i especial."
Algunes revistes van adoptar més tard la pràctica de tenir un plegat central de tres o quatre voltes, utilitzant un full de paper més llarg en aquest punt i doblegant la longitud addicional a la revista. Les revistes per adults van utilitzar aquest espai per mostrar imatges més explícites: "Per tal de representar els pits, els genitals, l'anus i la cara, tot dins del marc de tres voltes del plec central, les models es van recolzar, les cames esteses, aixecades i, a continuació, plegats contra els seus cossos, els braços enfonsats entre ells per estendre els llavis."
Tot i que el terme s'ha relacionat en la consciència pública amb material o models eròtics, moltes altres revistes com Life, Time i National Geographic han publicat desplegables sobre altres temes.

## Títols
Algunes revistes faran referència als seus models de plec central amb un nom específic, que pot estar relacionat amb la marca o el tema de la revista.

Quan s'obté d'una de les publicacions més prestigioses del camp, pot convertir-se en un títol personal semi-formal utilitzat en articles de notícies i presentacions molt després de l'aparició del model a la pàgina central.
| Publicació   | Plec central                               |
| ------------ | ------------------------------------------ |
| Blueboy      | Man of the Month/Year                      |
| Cheri        | Tart of the Month/Supertart                |
| Duke         | Duchess                                    |
| Gallery      | Girl Next Door                             |
| Genesis      | Playgirls (doble plec central, discontinu) |
| High Society | Society's Child (nom abandonat)            |
| Hustler      | Honey                                      |
| Knave        | Maid of the Month                          |
| Lui          | La Fille du Mois                           |
| Mandate      | The Mandate Man (nom sabandonat)           |
| Mayfair      | Girl of the Month                          |
| Men Only     | Men Only Girl/Miss (nom abandonat)         |
| Penthouse    | Pet                                        |
| Playboy      | Playmate                                   |
| Playgirl     | Man of the Month/Year                      |
| Playmen      | La Ragazza del Mese                        |

Alguns mitjans de comunicació només en línia mantenen una designació mensual que recorda a la pàgina central d'una revista impresa; per exemple, el Twistys Treat.